# Wijk en Aalburg
Wijk en Aalburg est un village néerlandais de 5 788 habitants (2005), situé dans la commune d'Altena dans la province du Brabant-Septentrional, dans le Pays de Heusden et d'Altena.
Wijk en Aalburg est située sur la rive gauche de l'Afgedamde Maas et sur le Canal de Heusden.

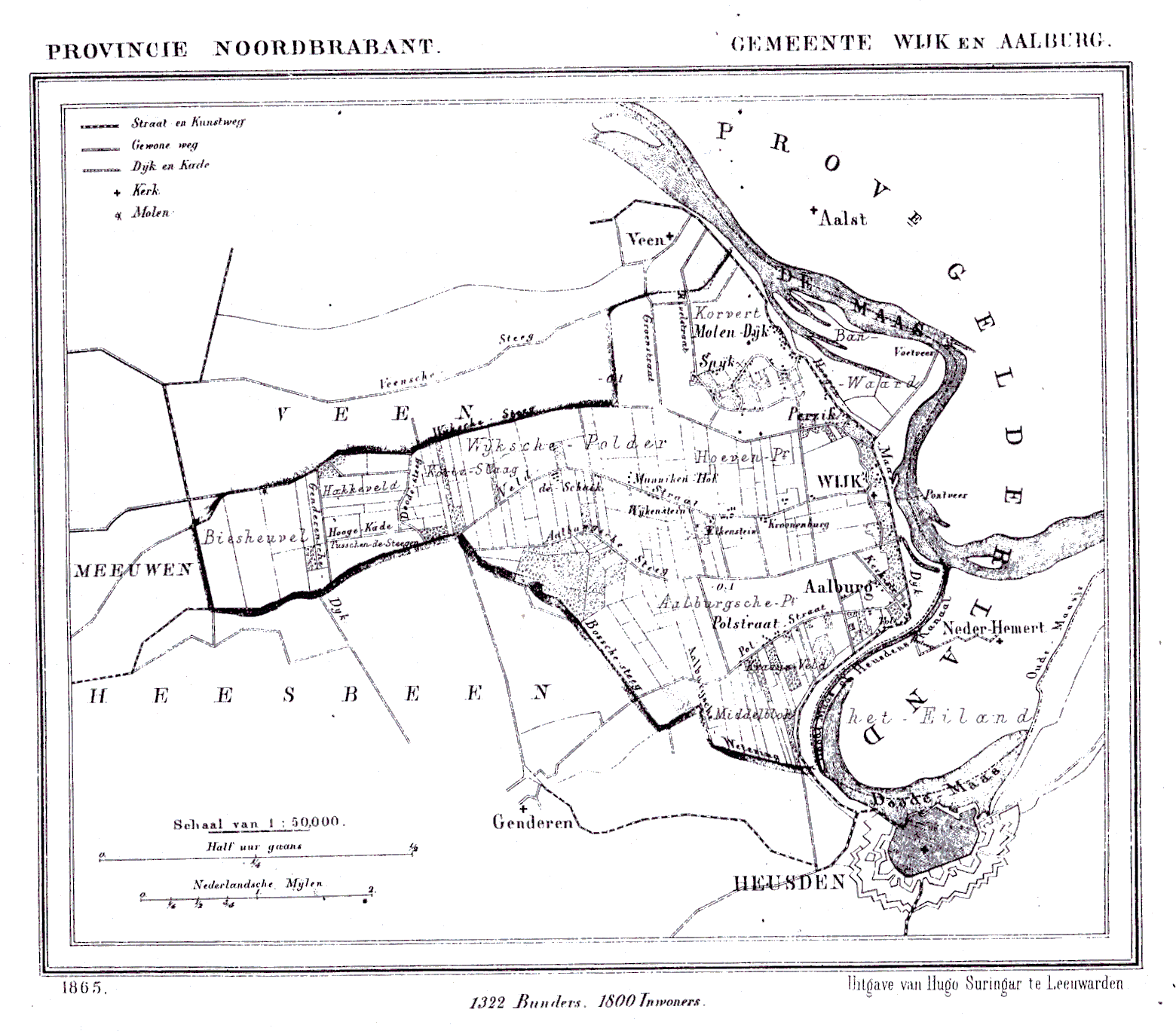
Commune de Wijk en Aalburg en 1865

Wijk en Aalburg a été une commune indépendante jusqu'en 1973, où elle a été rattachée à la nouvelle commune d'Aalburg.

## Galerie

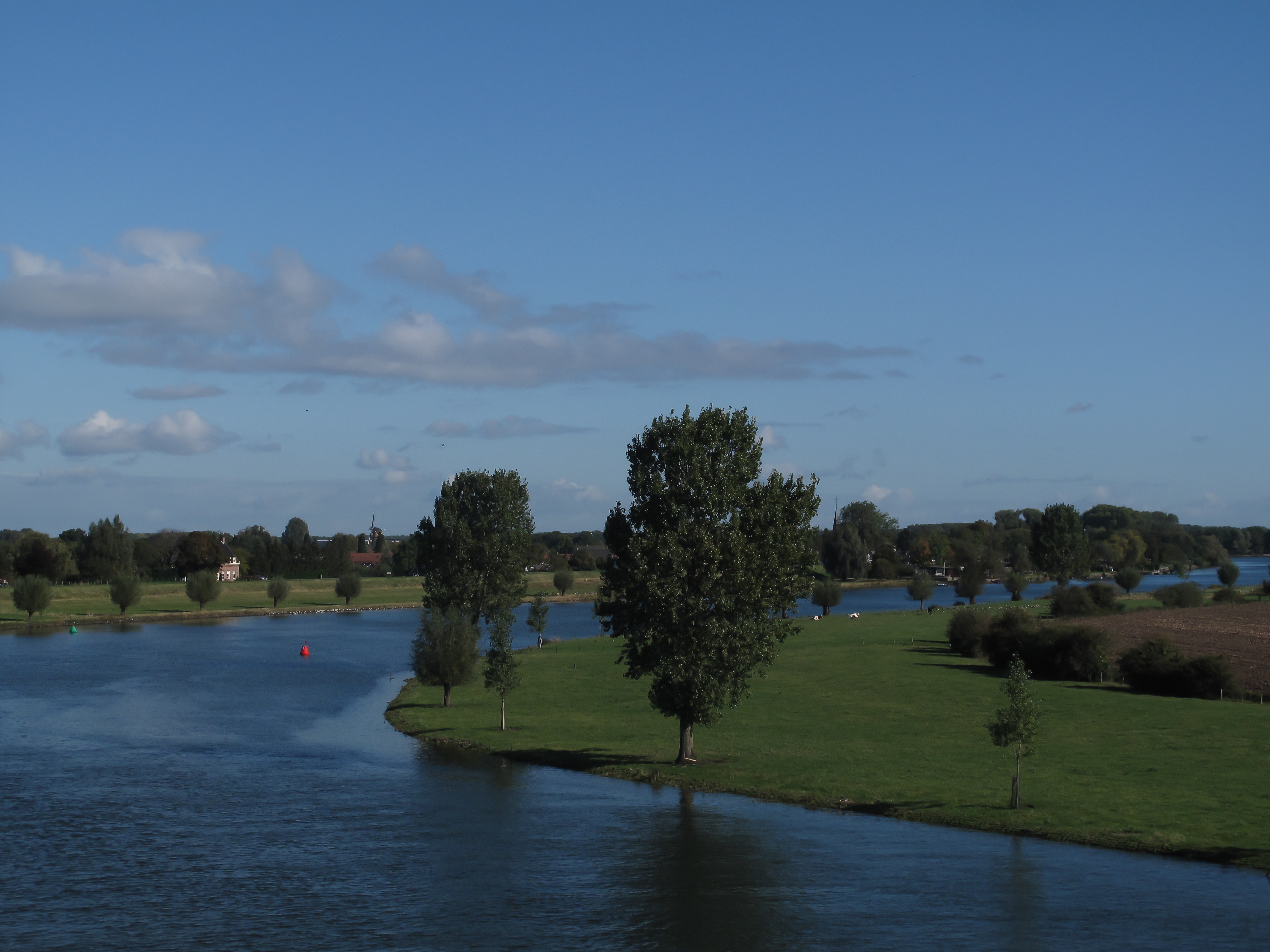
Près de Wijk en Aalburg : le village vu depuis un pont sur le canal de Heusden.
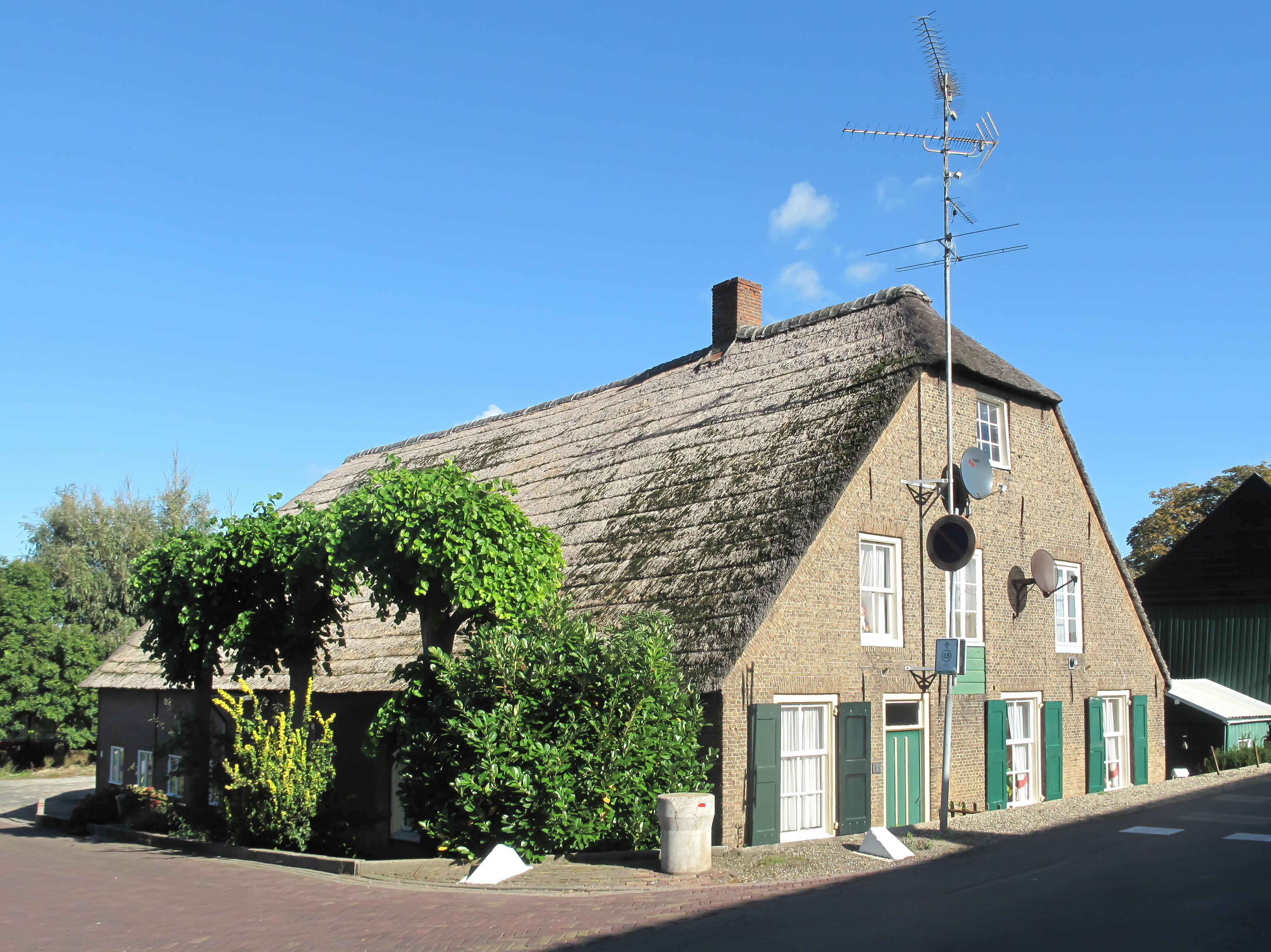
Wijk en Aalburg, bâtiment classé.
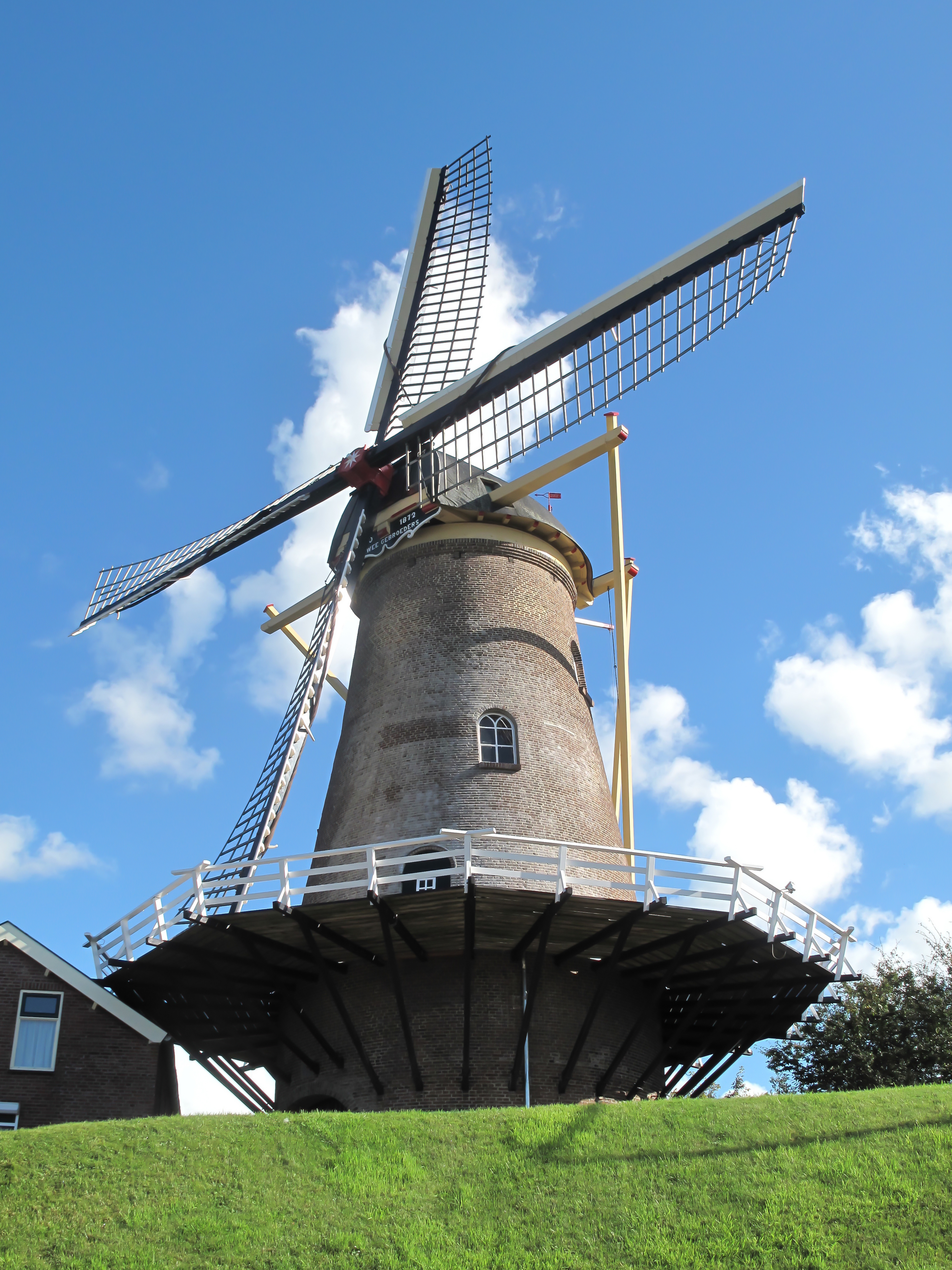
Wijk en Aalburg, moulin à galerie De Twee Gebroeders.